# 官道口镇
官道口镇，是中华人民共和国河南省三門峽市卢氏县下辖的一个乡镇级行政单位。

## 行政区划
官道口镇下辖以下地区：
官道口村、岭南村、秋凉河村、百家房村、江槽村、永渡村、寨上村、耿家庄村、金家沟村、耿家村、庄科村、新坪村、三官庙村、郭家埝村、磨上村、大岭村、车家岭村、杨眉河村和黑牛村。

## 历史

### 自然灾害
1988年8月3日，官道口遭受特大暴雨袭击。当日晚18时30分至次日凌晨3时，连降特大暴雨2次共5个小时，降雨量130毫米，雨势之猛、雨量之大，百年罕见。全镇各区域普遍受灾，受灾农田3000公顷，其中绝收500公顷；冲毁耕地150公顷、果树1150棵、乡村道路13公里；房屋进水425户，倒塌房屋124间；损坏电力和通讯线路7000余米、电线杆140余根，摧毁拦水坝1500余米。直接经济损失700余万元。